# Keiya Shiihashi
Keiya Shiihashi (椎橋 慧也 Shiihashi Keiya?, Funabashi, Chiba, 20 de junio de 1997) es un futbolista japonés que juega como centrocampista en el Nagoya Grampus.

## Trayectoria

### Clubes
| Club           | País  | Año       |
| -------------- | ----- | --------- |
| Vegalta Sendai | Japón | 2016-2021 |
| Kashiwa Reysol | Japón | 2021-2023 |
| Nagoya Grampus | Japón | 2024-     |

## Palmarés

### Títulos nacionales
| Título         | Club           | País  | Año  |
| -------------- | -------------- | ----- | ---- |
| Copa J. League | Nagoya Grampus | Japón | 2024 |